# Roman Polanski
Roman Polanski (født 18. august 1933 i Paris, Frankrig) er en fransk-polsk filminstruktør. Hans forældre vendte tilbage til Polen, to år før 2. verdenskrig brød ud.
Han begyndte at lave film i Polen, men indspillede også film i resten af Europa. Under indspilningen af Vampyrernes nat mødte han Sharon Tate, som han senere giftede sig med. Sharon Tate blev sammen med nogle af parrets venner myrdet af Charles Mansons gruppe i 1969; hun var gravid i ottende måned og blev dræbt med 16 knivstik . Barnet, en dreng, døde sammen med hende.
Polanski har også lejlighedsvist instrueret teater, som i 1974 med Alban Bergs opera Lulu (i den da ukomplette version), til Spoleto-festivalen dette år. Alban Bergs depraverede og dekadente miljø (Lulu er en prostitueret, der bliver myrdet af Jack the Ripper, mens elskerinden, den lesbiske grevinde Geschwitz er ved at klæde om) passede som fod i hose til Polanskis univers.
Han forlod USA i 1978 efter at være blevet anklaget for og have indrømmet at have bedøvet og voldtaget en trettenårig pige, og han har siden været bosiddende i Frankrig. I forbindelse med anklagen blev han anholdt i Schweiz den 26. september 2009.
Den 29. september 2009 underskrev en række kendte filminstruktører, skuespillere med mere en protestskrivelse, hvor de krævede Roman Polanski løsladt. Listen talte blandt andet Woody Allen, David Lynch, Martin Scorsese og Pedro Almodovar.
Selvom Schweiz har en udleveringsaftale med USA, blev han ikke udleveret og efterfølgende løsladt i 2010, efter at have siddet i husarrest. Den 25. februar 2015 mødte Polanski op i retten for at vidne i den polske by Kraków, med henblik på en eventuel udlevering. Ved et retsmøde den 22. maj var der endnu ikke truffet en afgørelse. Den polske domstol accepterede efterfølgende Polanskis advokaters begrundelse for afvisning af anmodningen om udlevering; at det strider med Den Europæiske Menneskerettighedskonvention, fordi Polanski har indrømmet skyld og tjent tid i fængsel for lovovertrædelsen. Dog er beslutningen ikke bindende, da anklagerne kan appellere.
Det skabte i 2017 furore, da det kom frem at Polanski, var valgt som formand for komitéen til uddelingen af Césarprisen. Han valgte efterfølgende at trække sig.
I dag er han gift med skuespilleren Emmanuelle Seigner. De har to børn.

## Filmografi
- Kniven i vandet (Nóż w wodzie, 1962)
- Chok (Repulsion, 1965)
- Blind vej (Cul-de-sac, 1966)
- Vampyrernes nat (The Fearless Vampire Killers, 1967)
- Rosemary's Baby (1968)
- Macbeth (1971)
- What? (1972)
- Chinatown (1974)
- Den nye lejer (The Tenant, 1976)
- Tess (1979)
- Piraterne (Pirates, 1986)
- Frantic (1988)
- Bitter måne (Bitter Moon, 1992)
- Death and the Maiden (1994)
- The Ninth Gate (1999)
- Pianisten (The Pianist, 2002)
- Oliver Twist (2005)
- Skyggen (The Ghost Writer, 2010)
- Carnage (2011)
- Venus i pels (2013)
- Officer og spion (J'accuse, 2019)